# Vladislav Bogićević
Vladislav „Bogie“ Bogićević (serbisch-kyrillisch Владислав Богићевић; * 7. November 1950 in Belgrad) ist ein ehemaliger jugoslawischer Fußballspieler.
Der Mittelfeldspieler Bogićević begann seine Karriere bei Roter Stern Belgrad und gehörte in den 1970er Jahren zum Stamm der jugoslawischen Fußballnationalmannschaft. Er nahm mit Jugoslawien an der Fußball-Weltmeisterschaft 1974 in Deutschland teil und bestritt fünf der sechs Spiele. Nachdem Jugoslawien an Spanien in der Qualifikation zur Fußball-Weltmeisterschaft 1978 gescheitert war, beendete Bogićević nach 47 Länderspielen seine Karriere im Nationalteam und wechselte 1978 in die NASL zu New York Cosmos, wo er an der Seite von Franz Beckenbauer spielte. Bogićević spielte bis zu seinem Karriereende 1984 in New York und machte sich vor allem als Spielgestalter und Vorbereiter für den italienischen Torjäger Giorgio Chinaglia einen Namen.